# Pugnatrypaea emanata
Pugnatrypaea emanata — вид десятиногих ракоподібних родини Callianassidae. Описаний у 2020 році.

## Поширення
Вид трапляється на континентальному шельфі вздовж атлантичного узбережжя Північної Америки від Луїзіани до Техасу. Трапляється на морському мулистому дні на глибині понад 700 м.